# Municipio de Limestone (Arkansas)
El municipio de Limestone (en inglés: Limestone Township) es un municipio ubicado en el condado de Franklin en el estado estadounidense de Arkansas. En el año 2010 tenía una población de 18 habitantes y una densidad poblacional de 1,15 personas por km².

## Geografía
El municipio de Limestone se encuentra ubicado en las coordenadas 35°40′30″N 93°43′1″O / 35.67500, -93.71694. Según la Oficina del Censo de los Estados Unidos, el municipio tiene una superficie total de 15.6 km², de la cual 15,6 km² corresponden a tierra firme y (0 %) 0 km² es agua.

## Demografía
Según el censo de 2010, había 18 personas residiendo en el municipio de Limestone. La densidad de población era de 1,15 hab./km². De los 18 habitantes, el municipio de Limestone estaba compuesto por el 88,89 % blancos, el 5,56 % eran amerindios y el 5,56 % eran de una mezcla de razas. Del total de la población el 0 % eran hispanos o latinos de cualquier raza.